# Saison 45 d'Alerte Cobra
Chronologie
Saison 44 Saison 46
Cet article présente le guide des épisodes la quarante-cinquième saison de la série télévisée Alerte Cobra.

## Distribution

### Acteurs principaux
- Erdoğan Atalay : Sami Gerçan
- Daniel Roesner : Paul Renner
- Katja Woywood : Kim Krüger
- Katrin Heß : Jennifer « Jenny » Dorn
- Niels Kurvin : Armand Freund
- Daniela Wutte : Susanne König

### Acteurs récurrents
- Lion Wasczyk (de) : Finn Bartels
- Kerstin Thielemann : Isolde Maria Schrankmann
- Carina Wiese : Andrea Gerçan
- Gizem Emre : Dana Gerçan Wegner

## Diffusion
En Allemagne, la saison a été diffusée du 21 mars 2019 au 6 juin 2019, sur RTL Television.
En France, la saison a été diffusée du 28 janvier 2020 au 31 janvier 2020 sur NRJ 12.

## Épisodes

### Épisode 1:Train d'enfer
- Allemagne : 21 mars 2019 sur RTL Television
- France : 28 janvier 2020 sur NRJ 12

- Rainer Strecker

Le commissariat est pris en otage.

### Épisode 2:Baptême du feu
- Allemagne : 28 mars 2019 sur RTL Television
- France : 29 janvier 2020 sur NRJ 12

### Épisode 3:La liste
- Allemagne : 4 avril 2019 sur RTL Television
- France : 29 janvier 2020 sur NRJ 12

### Épisode 4:Les gardiens d'Engonia
- Allemagne : 25 avril 2019 sur RTL Television
- France : 30 janvier 2020 sur NRJ 12

### Épisode 5:Corruption
- Allemagne : 16 mai 2019 sur RTL Television
- France : 30 janvier 2020 sur NRJ 12

### Épisode 6:Le client
- Allemagne : 23 mai 2019 sur RTL Television
- France : 31 janvier 2020 sur NRJ 12

### Épisode 7:Les pilules de Klaus
- Allemagne : 6 juin 2019 sur RTL Television
- France : 31 janvier 2020 sur NRJ 12